# How the West Was Won (serie de televisión de 1977)

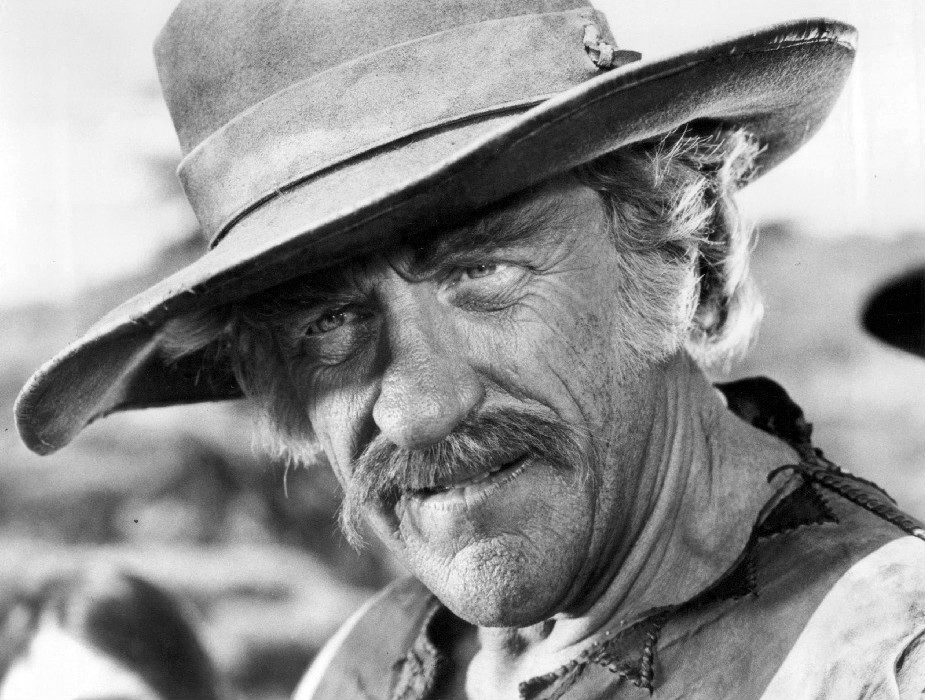
James Arness como Zeb Macahan en el piloto "The Macahans".

How the West was Won (conocida como La conquista del Oeste) es una serie de televisión estadounidense del género western transmitida por el canal ABC en el 1977. Los actores principales eran James Arness, Eva Marie Saint, Fionnula Flanagan y Bruce Boxleitner (conocido por la película Tron) .
El 19 de enero de 1976 se emitió el telefilme The Macahans, considerado el episodio piloto de toda la serie. Las temporadas fueron tres. Las dos primeras (1977-1978) eran más bien seriales y la última (1979) con episodios autoconclusivos. 
La serie fue un gran éxito en Europa, donde aparentemente encontró una audiencia más amplia y duradera que en los Estados Unidos. Ha sido retransmitido muchas veces en varias cadenas europeas, en Francia, Alemania, Italia, Noruega y Suecia. Fue lanzada en DVD en Europa en noviembre de 2009.

## Argumento
La idea base de la serie es la película de 1962 La conquista del Oeste (How the West Was Won) dirigida por John Ford, Henry Hathaway, George Marshall y Richard Thorpe.
La serie cuenta la historia de la familia Macahan, integrada por Kate y sus cuatro hijos, que, al inicio de la Guerra de Secesión (1861) se dirige desde el estado de Virginia  hacia el Oeste, con destino al territorio de Oregón en la costa del Pacífico. Durante el viaje se une a ellos el tío Zebulon "Zeb" Macahan (James Arness) un cazador, explorador del Ejército y aventurero y posteriormente, a la muerte de Kate, su hermana Molly.

## Reparto
- James Arness ...Zeb Macahan
- Fionnula Flanagan ...Molly Culhane (2ª y 3ª temporadas)
- Bruce Boxleitner ...Luke Macahan
- Kathryn Holcomb ...Laura Macahan
- William Kirby Cullen ...Josh Macahan
- Vicki Schreck ...Jessie Macahan
- Eva Marie Saint ... Kate Macahan (1ª temporada)

## Premios
- Premios Emmy.
  - Maquillaje. Ganador
  - Actor de reparto: Ricardo Montalban (Ganador)
  - Actriz Protagonista: Fionnula Flanagan (Nominada)